# Quintus Caecilius Metellus Macedonicus
Quintus Caecilius Metellus Macedonicus (i. e. 2. század eleje – i. e. 115.) római politikus, hadvezér, az előkelő, plebeius származású Caecilia gens Metellus-ágának tagja, Quintus Caecilius Metellus, i. e. 206. consuljának fia. Fivére, a kevéssé ismert Lucius Caecilius Metellus Calvus is elérte a consuli rangot i. e. 142-ben.

## Macedoniában
Első említése i. e. 168-ból származik, amikor is Aemilius Paullus seregében szolgált, és a Perszeusz makedón király vereségét bejelenteni Rómába menesztett küldöttség tagja volt. i. e. 148-ban praetor volt, majd helytartó lett Macedonia provinciában, ahol korábban egy Andriszkosz nevű szélhámos elhíresztelte magáról, hogy a bukott Perszeusz király fia, Philipposz, és legyőzte Juventius praetor seregét. Metellus azonban rövid úton leszámolt vele, és fogolyként küldte Rómába.
Miután Macedoniában rendezte a helyzetet, délnek fordult, a hellaszi akháj szövetség ellen, mivel Korinthoszban megsértettek két római követet. Miután hiába követelte a szövetség felbomlását, a görögök kénytelenek voltak harcba szállni. A Kritolaiosz vezette akhájok a lokriszi Szkarpheiánál, majd Khairóneiánál szenvedtek vereséget. Metellus megbízatása azonban még a döntő győzelem elérése előtt lejárt, és a hadjárat befejezése utódjára, Lucius Mummius praetorra hárult.

## A legmagasabb hivatalokban
Sikerei ellenére a Macedonicus utónevet (latinul agnomen) elnyerő Metellus kétszer is hiába pályázott a consuli magistraturára. Végül i. e. 143-ban választották meg, társa Appius Claudius Pulcher lett. A sorshúzáson Hispania Citeriort kapta tartományául, ahol consulként és proconsulként is sikeresen hadakozott a keltibérek ellen. i. e. 141-ben Quintus Pompeius váltotta fel a hadvezetésben. Metellus hispaniai hadakozása kapcsán rengeteg anekdota maradt ránk, melyek az általa diktált vasfegyelmet, az ellenség irányába mutatott – római hadvezéreknél ritka – nagylelkűséget, valamint hadvezéri képességeit dicsérik (ld. Frontinus, Valerius Maximus). Mindezt azonban beárnyékolta, hogy mindent megtett a hadsereg hatékonyságának minimálisra csökkentéséért távozásakor: Pompeius ugyanis személyes ellenfele volt, és nem akarta, hogy sikereket érjen el.
i. e. 131-ben ellenségeskedésük ellenére Metellus Pompeiusszal lett censor. Ilyen minőségében beszédet tartott a senatusban, amelyben javaslatot tett arra, hogy minden polgárt kötelezzenek a nősülésre, hogy ezzel növekedjen a szabad – hadra fogható – lakosság száma. Aulus Gelliusnál megmaradt a szónoklat egy része, és még Augustus is hivatkozott rá házassági törvénye kapcsán.
Censorsága alatt majdnem meggyilkolta Caius Atinius Labeo néptribunus, akit első hivatali évében kizáratott a senatusból, mire Labeo egy alkalommal a Tarpeii-sziklához rángatta, és majdnem le is taszította onnan, azonban egy másik tribunus közbelépésével megakadályozta a gyilkosságot. Labeo mégis bosszút állt, amikor Metellus minden tulajdonát az isteneknek szentelte.

## Politikája
Metellusról tudjuk, hogy ellenzője volt az ifjabb Scipio Africanus politikájának, azonban minden személyes él nélkül: Scipio halála után az elsők között ismerte el nagyságát. A kialakuló pártharcokban az arisztokratikus, optimata csoport támogatója lett a Gracchusokkal szemben. Tiberius Gracchus ellen mondott beszéde kapcsán Cicero kiemelte Metellus szónoki képességeit.
Ebben az időben a római felsőbb körökben divattá vált a művészetek pártolása. Metellus sem volt kivétel: míves porticust emeltetett, valamint egy-egy templomot Jupiter és Juno számára. Ezek különlegessége, hogy Róma legelső márványtemplomai voltak. Szintén Metellus hozta a fővárosba Macedoniából Lüszipposz híres lovasszobrát, melyet a granikoszi csata során elesettek emlékére készített Nagy Sándor rendelésére.

## Utódai
Metellust korának legboldogabb emberének mondták sokan, mivel hadisikerei és elnyert méltóságai mellett olyasmi adatott meg neki, ami senki másnak azelőtt: négy fia, Quintus, Lucius, Marcus és Caius mind elérte a consuli rangot – hárman közülük még életében, és Caius éppen jelölt volt a tisztségre halála évében –, és ők vitték holttestét a halotti máglyára. Két lánya (mindkettő Caecilia) is született, akiket Caius Servilius Vatia és Publius Cornelius Scipio Nasica Serapio vett feleségül.